# 政務活動費
政務活動費（せいむかつどうひ）とは、日本における地方議会の議員に政策調査研究及びその他の活動のために支給される費用である。地方自治体から「議員の調査研究に役立てるため必要な経費の一部」として、地方議員へ交付される金銭。 もとは政務調査費（せいむちょうさひ）であったが、2012年の地方自治法改正により「政務活動費」となり、使途の内容や情報公開について改められた。

## 概要
政務活動費の交付については、地方分権一括法の施行等により地方議会やその議員の活動がより重要となったことから、2000年（平成12年）の地方自治法改正により制度化された。この改正に伴い、2001年（平成13年）以降、各自治体の条例により導入が進んでいる（制度が導入されていない自治体もある）。
具体的には地方自治法第100条第13・14項に規定されている（2001年4月より施行）。
東京都議会議員の場合
- 会派（一人会派も可）に対して支給。月額50万円（年額600万円）。[3]

大阪市会議員の場合
- 会派又は議員個人に対して支給。議員個人の場合は、月額50万円（年額600万円）。会派の場合は、議員1人あたり、月額60万円（720万円）。

名古屋市議会議員の場合
- 会派（一人会派も可）に対して支給。月額50万円（年額600万円）。

## 支出内訳詳細・法令違反例

### 支出例
政務活動費の詳細は、各自治体の条例により定められている。議会の会派又は議員に対して支給される。交付額や交付方法については、自治体により異なるが、支出の内訳科目として共通している支出例は次の通りである。
- 資料購入：新聞、専門書誌等の購入費用
政党発行物に関しては当該党所属議員には認めていない自治体もある
- 研修：民間主催の議員研修会に参加するための費用
自治体問題研究所（自治体研究社）主催の「自治体学校」、「市町村議員研修会」[4][5]は、政務活動費の支出で多く見られる。
- 視察：先進地視察（例：ゴミ処理、デマンド型交通、高齢者福祉等）にかかる交通費・宿泊費
- 事務所経費

### 私的支出・法令違反
議員活動とは関係ない支出（私的な物品購入、私的な用事など）は法令違反となるが、見過ごされている例もあり、オンブズマンなどが度々告発している。

## 交付の方法
地方自治法では、当該自治体の議長に対して政務活動費の収支報告書の提出は義務付けられているが、報告書の詳細は決められておらず、どこまでの書類を求めるかは自治体により異なる。剰余金については返還することを要するが、領収書の添付までは求めない自治体もあり、その場合はチェックすることが難しい。それゆえ、しばしば批判に晒される事となり、透明性が求められている。
上記の批判もあることから、近年、領収書の添付を義務付ける自治体も増えてきている。2015年度より、全ての都道府県・政令市・中核市で領収証の添付が義務付けられ、公開されている。
2012年7月の地方自治法改正で、政務調査費は政務活動費に改名され、使途は従来は「調査研究」のみであったが、改正後の使途は各自治体によって決定されることとなった。これを機に透明性を高めている自治体もあるが、逆の場合もあり、その一部が報道され、批判を受けたり住民監査請求で返還を求められる場合も出てきた。
自治体によっては支払いが前払いとなっており、透明性の確保が指摘されている。2016年11月17日の朝日新聞の報道によれば、同新聞が主要145の地方議会に対しアンケートを実施したところ、うち大半の140議会では、前払い方式を維持し続けていることが判明しており、後払い方式への切り替えが進んでいないと指摘されている。

### 問題とされた使用事例
- 2014年6月〜7月に神戸新聞が兵庫県議会の野々村竜太郎議員の不正利用をスクープしたが、その議員の記者会見が大声で泣き喚きながら出費の正当性を訴えるという異常な光景であったこともあいまって、同ニュースが日本全国はもとより世界中に伝播した。後にこれがきっかけとなり、同県のみならずその他の都道府県の複数の県議の不正利用疑惑が浮上するなど、地方議会全体を揺るがす出来事となった[9]。なお、会見後に辞職したこの元議員は、取り調べで自らの選挙活動に調査費の一部を回す目的での不正利用を認め[10]、翌2015年1月19日付で、正式に書類送検が決定したと報じられた[11]。
- 大阪市会では2016年10月には維新の梅園周市議が、妻の私的な買い物などに使った車のリース代とガソリン代など約176万円を返還した[12]。2019年7月には市議会議長の広田和美が、前年度に所属する維新の政党活動に政務活動費を支出していたとして約70万円を返還した[13]。
- 堺市議会では、2014年9月に大阪維新の会の北野礼一市議が、過去3年間にわたり1,000万円以上の不適切、または説明の不十分な支出があったとして議員辞職した[14]。2015年10月には維新の小林由佳市議が過去4年間にチラシの印刷・配布代として支出した約1,041万円について、印刷・配付の実態がほとんどなく不適切との指摘を市監査委員から受けた。小林はうち約406万円を返還したものの、秘書の人件費など約635万円については返還に応じず市は2016年5月に小林を提訴。2017年5月には小林と、支出当時小林の秘書だった黒瀬大市議への辞職勧告決議が可決された。小林はその後も市と争う姿勢を示していたが、議員辞職後の2018年4月に全額を返還した[15][16]。
- 神戸市会において、2012年度から2014年度にかけて自民党系会派「自民党神戸」に対し政務活動費から約660万円を支出したとされる業者が、政治資金収支報告書に添付の領収書に記載された住所に実在しないことが、2015年7月に発覚[17]。これを受け、調査を委託した大野一市議が、調査委託費などを市に返還した[18]。また、裏金用の口座が存在していたことも指摘されており[19]、架空の領収書が発行されていたことも判明している[20]。2017年4月28日に、自民党神戸に所属する複数の市議が詐欺容疑で神戸地方検察庁に書類送検された[21]。
- 富山県議会の副議長であった矢後肇が、2010年9月から2014年9月までの4年間に亘り、政務活動費で書籍約160冊（約460万円相当）を購入したと政治資金収支報告書に記載していながら、実際は全く購入していなかったことが、2016年7月に明らかになった。矢後は全額を返還すると共に、副議長職を辞職した[22]。
- 2016年4月に実施された衆議院京都3区の補欠選挙で、大阪維新の会所属の京都府議会議員らを中心に構成された『京都維新の会・無所属市議団』が、選挙直前に民主党を批判するチラシを、政務活動費約75万円を使用して作成・配布していたことが、同年7月に判明。有識者からは、目的外支出であるとの批判の声が出た[23]。
- 東京都議会の自民党会派「東京都議会自民党」が、会計報告を対外的に発表していない研究会（業界団体などとの交流目的で設置したとされる）の会費のうち約8割について、政務活動費が充当されている実態が明らかになり、年間約1,000万円にわたって使途不明金となっていることが指摘されている[24]。
- 富山市議会においては、自民党・民進党の会派の多数の議員が、政務活動費を不正に受け取っていたことが2016年に明らかとなり、合わせて9人の議員が辞任するに至った。これを受け、同市議会では同年11月6日に補欠選挙を実施することになった[25][26][27]。
  - 全国市民オンブズマン連絡会議は、2015年度の政務活動費を全国で唯一使い切っていたと発表した。
- 大阪府阪南市議会では、庄司和雄議員が領収書を繰り返しコピーして同市議会に提出し、政務活動費66万円を不正受給したとして、市民オンブズマンが詐欺容疑で大阪府警察に告発した[28]。
- 奈良県議会では、上田悟議員が、コピー機が未設置の公民館にコピー代を支払っているなどの内容の不自然な政務活動費の支出があるなどとして、市民団体が詐欺容疑で告発し、上田は全額を返還、その後2016年9月30日に領収書の偽造を認め辞職した[29]。
- 大阪府東大阪市議会では、2012年から2014年にかけ、当時議会事務局次長を務めていた男性職員が、横山純児市議からの依頼で、政務活動費の収支報告書を代筆していたことが、2016年11月に入って判明している。この職員は、30数年来の付き合いで断りきれなかったと弁明している[30]。
- 2016年11月、宮城県議会でも中山耕一議長が白紙の領収書を貰い水増し請求していた事が発覚し、中山は全額返金する意向を示した上、議長を辞任した[31]。
- 島根県議会においては、民進党島根県連代表を務めていた和田章一郎県議が、虚偽の両収支を作成して政務活動費を受け取っていたことが明らかとなり、2017年4月18日に県議・県連代表の両方を辞職した[32]。
- 神戸市会議員の橋本健が、政務活動費を用いて参議院議員の今井絵理子（元SPEEDメンバー）との対談を掲載した市政報告書を作成していたことが明らかとなり、市議会側は2017年7月26日に収支報告書を修正[33]。
- 2017年7月、墨田区議会の自民党会派に所属する松本久区議が、前年からの1年間で会派の政務活動費計1840万円を不正に引き出し、その後埋め合わせた約400万円を除く約1400万円を不正に横領したことを認め議員辞職した。父親が経営する会社の借金返済や遊興費に充てていたという[34]。
- 岡山県議会議員の小田春人が2015年から2016年に掛けて、政務活動費で自己啓発本やビジネス書など教養書約1,200冊を購入していたことが明らかになった。小田は「政治家の教養のため必要」としているが、情報をメディアに提供した全国市民オンブズマン連絡会議事務局長の新海聡弁護士は、政務活動と無関係な本への支出は返還すべきであると指摘している[35]。
- 大阪府吹田市議会では、住民から監査請求を起こされた後、自由民主党絆の会が2017年度に支出した政務活動費の一部を自主的に返納している。監査委員は自由民主党絆の会の政務活動費の支出に違反があると認定した。また、会派「吹田新選会」が2017年度に支出した政務活動費約111万円に違反があると監査委員が判断し、監査委員が後藤圭二吹田市長に勧告を行った[36][37]。2022年10月9日には大阪維新の会の松尾翔太吹田市議が「一身上の都合」として辞職。松尾は会派の経理責任者を務めていた2019年から2022年の間に計13回の理由が不明な出金（総額50万3945円）と、同額の入金を繰り返していた[38]。松尾はこのうち4件約25万円については、会派と個人の口座カードを誤認して引き出して生活費に使ったと説明していたが、問題を受けて設置された百条委員会はカードの色やデザインが全く異なることなどから「カードの間違いはあり得ない」と指摘[39]。少なくとも6件・計約30万円分は、一時的な私的流用の可能性があるとする調査報告書をまとめ、2023年2月20日の市議会では報告書が賛成多数で承認された[40]。
- 2022年7月、滋賀県高島市議会の万木豊市議が、3月に政務活動費を使って上京したとする視察報告書に虚偽の疑いがあることがわかった[41]。万木は「知り合いの国会議員秘書と一緒に回った」と議会事務局に説明しているが、この秘書は読売新聞の取材に対して同行を否定している[41]。後に万木は虚偽報告書だと認めている[42]。
- 2022年6月、兵庫県尼崎市議会の会派「日本維新の会」で幹事長を務めた光本圭佑市議が、政務活動費の支出を証明する納品書約76万円分を量販店を装って自作し偽造していたほか、2021年6月から2022年6月の間で業者と現金先払いで取引をしてキャンセルし、返金されるまでに9カ月かかるなど計約600万円の不透明な入出金があったことが明らかとなった[43]。その後の調査で2019年1月から2021年9月の間にも市議団の預金口座から計約200万円を横領していた疑いが生じ、2023年12月6日に兵庫県警は光本を業務上横領罪や有印私文書偽造・同行使罪などで在宅起訴した[44]。

#### 政務調査費時代の事例
- 2010年、山口県議会が定めた、政務調査費の使途の基準が、住民への食事の提供を認める内容となっていたことが判明し、公職選挙法に抵触する恐れがあるとして、物議を醸した[45]。
- 岡山市においても、政務調査費の一部が不正支出であったとして、岡山市長の大森雅夫に対し、市議会の各会派に返還を請求するよう命じる判決が2015年1月20日に岡山地方裁判所で出された[46]。
- 大阪府議会では、2012年10月に大阪維新の会の荻田ゆかり府議が自身の子供の送迎の人件費など政治活動と無関係の支出があったとして前年度の政務調査費のうち約372万円を返還した[47]。2014年6月には維新の鈴木憲府議が政務調査費を後援会活動に流用していたとして2012年度の約110万円を返還した[48]。同年7月には維新の奥野康俊府議が閉鎖されているホームページの管理費名目で2011年から3年間、実兄に計262万円を政務調査費（政務活動費）から支払っていたことが明らかとなり、後に全額返還した[49]。2016年10月には共産党の杤原亮が2011年以降、白紙領収書に金額を自らが記入することで政務調査費（政務活動費）を水増しして受け取っていたことが明らかとなった[50]。受け取った政務活動費は住宅ローンなどに不正流用されていたことが明らかとなっており、杤原は同月に府議を辞職した[51]。
- 大阪市会では、2013年5月に大阪維新の会の木下誠市議が前年度の政務調査費のうち約200万円について領収書の提出がないなど支出に不備があったとして返還した[52]。同年12月には維新市議団の男性事務員が、管理していた政務調査費約736万円を横領しクラブなどの飲食費や車の購入費の一部に充てたとして懲戒解雇された[53]。
- 愛知県豊明市議会では、2011年10月に会派「市政改革の会」「絆」の議員5名が行った三重県伊賀市への視察で、政務調査費から公共交通機関の交通費が支出されていたが、不審に思った市民の住民監査請求によって、実際には公共交通機関ではなく自家用車を使用しており、交通費分の政務調査費を不正受給していたことが2012年10月に明らかになった。初めはマスコミに対しても「不適切な申請は一切ない」と自家用車の使用を否定していた議員だったが[54]、監査委員による調査が始まると一転、自家用車の使用の事実と虚偽の説明を認めた[55]。この議員5名は伊賀市以前に行った3件の視察でも同様に自家用車を使用して交通費の不正受給をしていた[56]。5名は市民から刑事告発された[57]ほか、市議会では特別委員会が設置され、一連の事態の主導権を握っていた「市政改革の会」代表の山盛左千江議員に対しては辞職勧告決議が、他の4名に対しては問責決議が賛成多数で可決された[58]。